# Девън (порнографска актриса)
Девън (на английски: Devon) е артистичен псевдоним на американската порнографска актриса Кристи Мари Лиза (Kristie Marie Lisa), родена на 28 март 1977 г. в град Алънтаун, щата Пенсилвания, САЩ.

## Кариера
Дебютира като актриса в порнографската индустрия през 1998 г. с филма „Нова порода“.
През 2005 г. прави първата си сцена с анален секс във филма „Intoxicated“ с партньор Скот Нейлс.
Девън заедно с Джеси Джейн и Тийгън Пресли участват като гост-звезди в епизода „Аз също те обичам“ от сериала на HBO „Антураж“.

## Награди и номинации
Зали на славата
- 2010: AVN зала на славата.[6][7]

Носителка на награди
- 2003: NightMoves награда за най-добра актриса/изпълнителка (избор на феновете).[8]

Номинации за награди
- 2000: Номинация за XRCO награда за звезда на годината.[9]
- 2010: Номинация за AVN награда за най-добра групова секс сцена само с момичета.[6]
- 2013: Номинация за XRCO награда за най-добро завръщане.[10]

Други признания и отличия
- 2001: Пентхаус любимка за месец януари.[11]